# Mari Llum Quiñonero Hernández
Mari Llum Quiñonero Hernández (Alacant, 7 de novembre de 1954) és una periodista, activista i política valenciana.

## Biografia
Des de joveneta participà en el moviment estudiantil, i el 1973 fou detinguda i jutjada per associació il·lícita pel Tribunal d'Ordre Públic (TOP).
El 1974 ingressà al Moviment Comunista del País Valencià, fou membre del consell d'Alacant i destacada dirigent de plataformes feministes. Va ser una de les impulsores del Grup de Dones d'Alacant, que empenyé la lluita feminista durant la transició espanyola a la ciutat d'Alacant.
Es llicencià en filosofia i lletres al CEU (Centre d'Estudis Universitaris) d'Alacant, organisme que després donà lloc a la Universitat d'Alacant, però ha treballat com a periodista a les revistes Cambio 16, National Geographic i Marie Claire.
El 6 d'octubre de 1977 participà en l'enganxada de cartells en la qual fou mort Miquel Grau, i encapçalà l'acusació particular en el judici al responsable de la seva mort.
Fou candidata per la província d'Alacant amb el MCPV en tres ocasions: la primera, per les eleccions generals espanyoles de 1977 a les llistes del PSPV, partit nacionalista d'esquerres que després de patir una escissió es presentà a les eleccions en coalició amb el MCPV.
A les eleccions generals espanyoles de 1979 es va presentar a la llista MC – OIC i a les de 1982 figurà a les d'Esquerra Unida del País Valencià, formació hereva del MCPV.
El 1980 fou empresonada sota l'acusació d'agressió a l'autoritat quan la policia enretirà una paradeta amb propaganda i banderes republicanes, i més tard ho fou per tancar-se en el consolat de Xile en protesta contra la dictadura d'Augusto Pinochet.
Tornà a la política activa de cara a les Eleccions a les Corts Valencianes de 2015, com a cap de llista per Alacant de Podem. I fou escollida diputada per Alacant entre 2015 i 2019.
Posteriorment s'ha dedicat a fer reportatges i a escriure llibres i guions de documentals, com Mujeres del 36 i Dones de la República. I a formar part de pltaformes i associacions com Salvem El Nostre Patrimoni, del qual és presidenta.

## Obres
- Las luces del mar (2003)
- La soldado Quiñoa (2004)
- Nosotras, que perdimos la paz (2005)
- Miquel Grau 53/1977 (2019)[6][7]